# Shahrestān-e Neyrīz
Shahrestān-e Neyrīz (persiska: شهرستان نيريز, نيريز) är en delprovins (shahrestan) i Iran.   Den ligger i provinsen Fars, i den centrala delen av landet, 800 km söder om huvudstaden Teheran.
Delprovinsen hade 113 291 invånare 2016.